# Głogowiec (powiat kutnowski)
Głogowiec – wieś w Polsce położona w województwie łódzkim, w powiecie kutnowskim, w gminie Kutno.
Wieś szlachecka położona była w drugiej połowie XVI wieku w powiecie gostynińskim ziemi gostynińskiej województwa rawskiego. W latach 1975–1998 miejscowość należała administracyjnie do województwa płockiego.
Według rejestru zabytków Narodowego Instytutu Dziedzictwa na listę zabytków wpisane są obiekty:
- parafialny kościół pw. Narodzenia NMP, XV w., 1560, XVIII w., nr rej.: 431-III-20 z 15.03.1948 oraz 345 z 13.05.1967
- zespół dworski, 2 poł. XIX w., nr rej.: 574 z 8.09.1987:
  - dwór, drewniano-murowany
  - park

W Głogowcu mieści się Sanktuarium Matki Bożej Głogowieckiej – patronki ziemi kutnowskiej. Jest także siedzibą rzymskokatolickiej parafii św. Wojciecha Biskupa i Męczennika.